# Imana Truyers
Imana Truyers (Rwanda, 7 november 1993) is een Belgisch atlete, die gespecialiseerd is in de (middel)lange afstand en het veldlopen.

## Jeugd en studies
Imana Truyers werd in 1993 geboren in een Rwandees vluchtelingenkamp ten tijde van de zware conflicten in dat land. Haar moeder was een Tutsi en overleed een dag na haar geboorte; Imana Truyers werd dan in een weeshuis geplaatst. Haar vader is een Hutu, maar ze heeft hem nog nooit ontmoet. Truyers kreeg bij haar geboorte de naam "Musabyimana" mee - Rwandees voor "geschenk van God" - later afgekort tot "Imana". Net voor het uitbreken van de Rwandese Genocide werd ze met de laatste Sabena-vlucht op de leeftijd van 3 maanden overgebracht naar België. Enkele dagen nadat ze in België aankwam, overvielen de rebellen het weeshuis en onthoofdden alle overblijvende kinderen. Imana werd geadopteerd door de familie Truyers uit Hechtel; van hen kreeg ze de afgekorte voornaam en de familienaam. Later ontdekte de adoptieouders dat Imana in Rwanda nog een broer en een zus had. Ook haar vader leefde nog. Pas in 2015 ging ze voor het eerst terug naar Rwanda en ontmoette er haar broer en zus. Haar biologische vader zou een ernstig hersenletsel hebben door een slag met een machete en onvoorspelbaar reageren. Bij een tweede reis naar haar geboorteland in 2017 maakte ze een afspraak met haar vader, doch hij kwam niet opdagen.
Imana Truyers studeerde verpleegkunde en werkte daarna als verpleegkundige in het Universitair Ziekenhuis Leuven.

## Atletiek
Op haar acht jaar ging Imana Truyers bij een atletiekclub. Tussen 2010 en 2012 nam ze driemaal deel aan de Europese kampioenschappen veldlopen U20 met een veertiende plaats als beste resultaat. In 2014 behaalde ze op de 1500 m voor het eerst een medaille op de Belgische kampioenschappen atletiek bij de senioren. In 2015 nam ze op de 5000 m deel aan de Europese kampioenschappen U23. Ze behaalde een tiende plaats.
In 2017 haalde ze brons op de Belgische kampioenschappen veldlopen. Eind dat jaar nam ze deel aan de Europese kampioenschappen veldlopen. Ze behaalde een vierenveertigste plaats. Begin 2018 werd ze voor het eerst Belgisch kampioene veldlopen. In 2024 kwam ze als eerste vrouw over de eindstreep bij de Antwerp 10 Miles.

## Sociaal engagement
Bij haar bezoeken aan Rwanda zag Imana Truyers hoe schrijnend een aantal toestanden er waren. Samen met haar adoptievader zocht ze mogelijkheden om iets voor haar geboorteland te kunnen doen. Golazo, het sportevenementenbureau van voormalig atleet Bob Verbeeck bood ondersteuning aan en richtte het project "Thousand hills of hope" op, gericht op hulp aan de straat- en weeskinderen en aan de arme bevolking in Rwanda door het geven van sport- en spelmateriaal, medicatie, voeding, waterputten enzovoort. Voor de lancering van het project in 2017 werd een documentaire over het leven van Imana Truyers gemaakt. Deze werd onder meer opgepikt door National Geographic.

## Belgische kampioenschappen
Indoor
| Onderdeel | Jaar |
| --------- | ---- |
| veldlopen | 2018 |

## Persoonlijke records
Outdoor
| Onderdeel | Prestatie | Datum        | Plaats  |
| --------- | --------- | ------------ | ------- |
| 1500 m    | 4.23,48   | 26 juni 2016 | Brussel |
| 5000 m    | 15.59,93  | 12 juli 2015 | Tallinn |

## Palmares

### 1500 m
- 2014:  BK AC – 4.32,44
- 2015:  BK AC – 4.27,37

### 5000 m
- 2015: 10e EK U23 in Tallinn – 15.59,93

### 10 km
- 2023: 7e Parelloop Brunssum - 37.44
- 2024:  Parelloop Brunssum - 35.36

### 10 mijl
- 2024:  Antwerp 10 Miles - 57.25

### veldlopen
- 2010: 17e EK U20 in Albufeira
- 2011: 22e EK U20 in Velenje
- 2012: 14e EK U20 in Boedapest
- 2017:  Abdijcross (7.400 m) - 27.42
- 2017:  BK AC in Wachtebeke
- 2017: 44e EK in Samorin
- 2018:  BK AC in Laken
- 2018:  Crosscup
- 2018: 36e EK te Tilburg
- 2018:  Sylvestercross - 22.30